# Varennes (Québec)
Varennes ist eine Stadt im Südwesten der kanadischen Provinz Québec. Sie liegt in der Verwaltungsregion Montérégie, rund 25 km nordöstlich des Zentrums von Montreal. Varennes gehört zur regionalen Grafschaftsgemeinde (municipalité régionale du comté) Marguerite-D’Youville, hat eine Fläche von 94,41 km² und zählt 21.257 Einwohner (Stand: 2016).

## Geographie
Varennes liegt am Ostufer des Sankt-Lorenz-Stroms in der Region Rive-Sud, in weitgehend flachem Gelände. Zum Stadtgebiet gehören auch einige Inseln des Hochelaga-Archipels, darunter die Île Sainte-Thérèse. Nachbargemeinden sind Verchères im Norden, Saint-Amable im Osten, Sainte-Julie im Südosten, Boucherville im Süden, Montreal im Westen (auf der gegenüberliegenden Seite des Sankt-Lorenz-Stroms) und Repentigny im Nordwesten.

## Geschichte

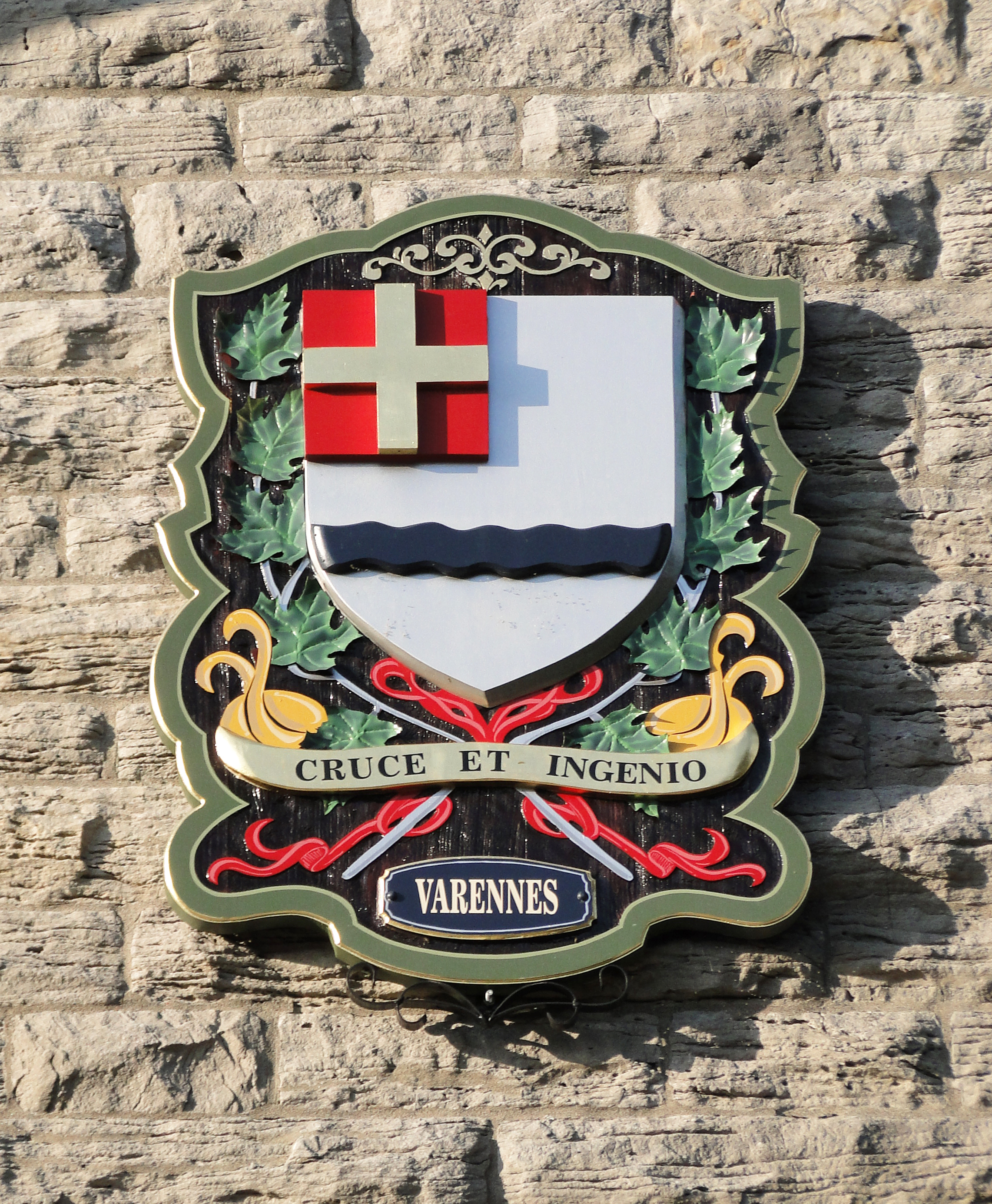
Stadtwappen

René Gaultier, sieur de Varennes, erhielt im Jahr 1672 von Jean Talon die Grundherrschaft über das heutige Stadtgebiet zugesprochen. Der Ortsname leitet sich vom französischen Dorf Varennes-sur-Loire im heutigen Département Maine-et-Loire ab, der Heimat Gaultiers. Die Gründung der Zivilgemeinde erfolgte im Jahr 1848. Mitte des 19. Jahrhunderts war Varennes als Bedeort bekannt. Ab Ende des 19. Jahrhunderts bis zu Beginn der 1970er Jahre prägte die Saline des Montrealer Unternehmens Gurd den Ort entscheidend mit und sorgte für ein überdurchschnittliches Bevölkerungswachstum. 1969 nahm das staatliche Forschungsinstitut Institut national de la recherche scientifique den Betrieb auf. 1972 erhielt Varennes nach der Fusion mit der Gemeinde Sainte-Anne-de-Varennes den Stadtstatus. Seit 2000 ist die Stadt Mitglied des Zweckverbandes Communauté métropolitaine de Montréal.

## Sehenswürdigkeiten
Wahrzeichen der Stadt ist die Basilika Sainte-Anne de Varennes, die zwischen 1884 und 1887 im neuromanisch-neugotischen Stil erbaut wurde. Ferner gibt es eine Wallfahrtskapelle zu Ehren der Heiligen Marguerite d’Youville.

## Bevölkerung
Gemäß der Volkszählung 2011 zählte Varennes 20.994 Einwohner, was einer Bevölkerungsdichte von 226,9 Einw./km² entspricht. 95,7 % der Bevölkerung gaben Französisch als Hauptsprache an, der Anteil des Englischen betrug 1,7 %. Als zweisprachig (Französisch und Englisch) bezeichneten sich 0,6 %, auf andere Sprachen und Mehrfachantworten entfielen 2,0 %. Ausschließlich Französisch sprachen 55,0 %. Im Jahr 2001 waren 95,3 % der Bevölkerung römisch-katholisch, 1,5 % protestantisch und 2,7 % konfessionslos.

## Verkehr und Wirtschaft
Östlich der Stadt verläuft die Autoroute 30; diese Autobahn umfährt den Ballungsraum Montreal und verbindet diesen mit Sorel-Tracy. Durch das Stadtzentrum führt die Route 132, eine bedeutende Hauptstraßenverbindung zwischen Longueuil entlang dem Sankt-Lorenz-Strom nach Lévis. Durch die Stadt führt eine Eisenbahnstrecke der Canadian National Railway, auf der jedoch nur Güterverkehr abgewickelt wird. Für den öffentlichen Nahverkehr ist die Gesellschaft CIT Sorel-Varennes zuständig, die mehrere Linien nach Longueuil und Sorel-Tracy betreibt.
Varennes besitzt zwei Industriegebiete. Im ersten ist die Chemieindustrie vorherrschend; hier befindet sich unter anderem eines von sechs kanadischen Werken des Chemiekonzerns Dow Chemical. Das zweite Industriegebiet umfasst mehrere Forschungszentren. Vertreten sind das staatliche Institut national de la recherche scientifique, die elektrotechnische Forschungsabteilung des Energieversorgungsunternehmens Hydro-Québec, eine Forschungseinrichtung für Transformatoren von Asea Brown Boveri, das Solarenergiezentrum CANMET und das Energieübertragungszentrum CITEQ.

## Persönlichkeiten
- Marguerite d’Youville (1701–1771), Ordensgründerin
- Marc-Amable Girard (1822–1892), Politiker
- Théodore Robitaille (1834–1897), Politiker
- Florent Jodoin (1922–2008), Radrennfahrer
- Marie-Mai (* 1984), Sängerin

## Bilder

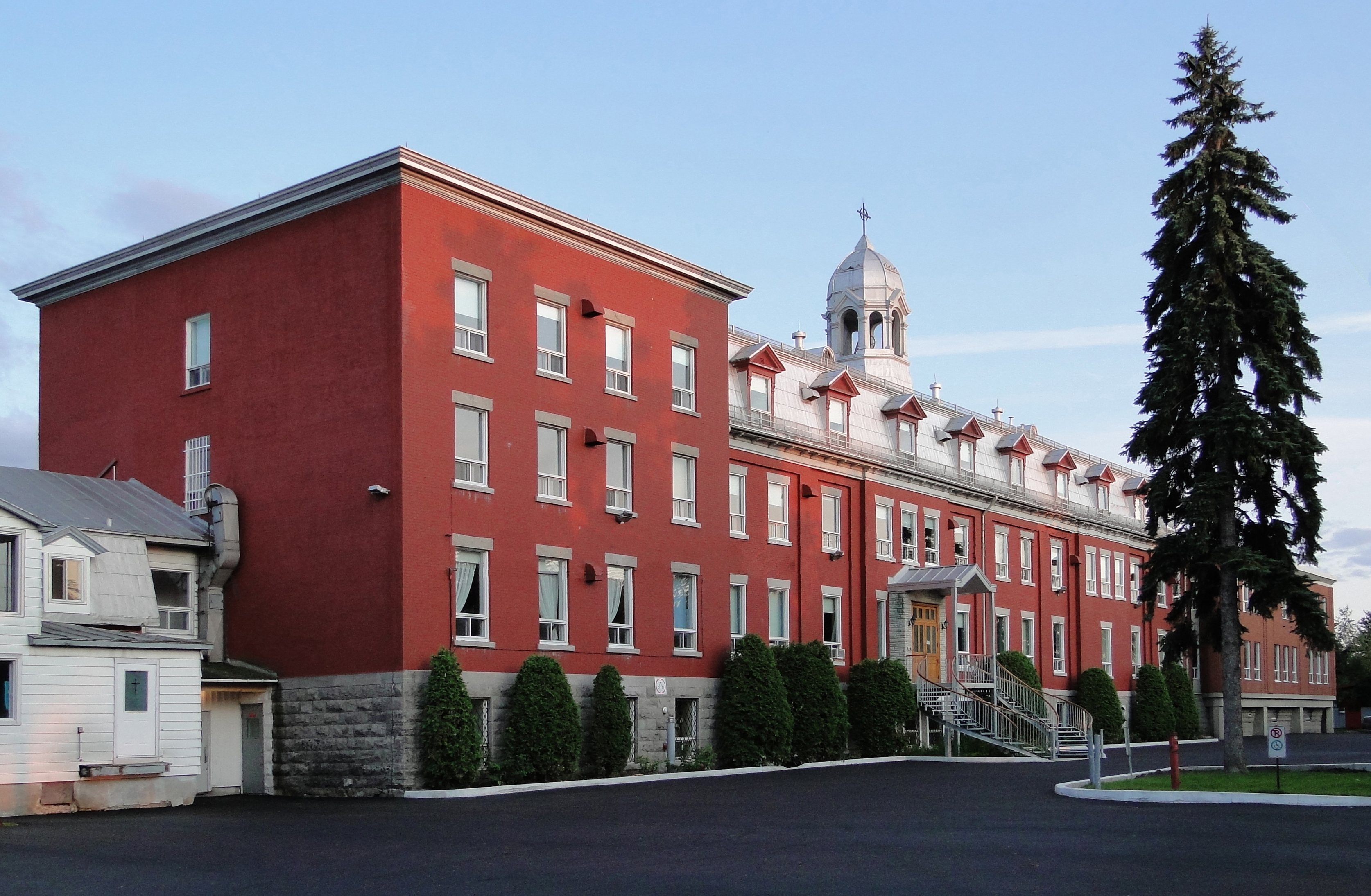
Collège Saint-Paul
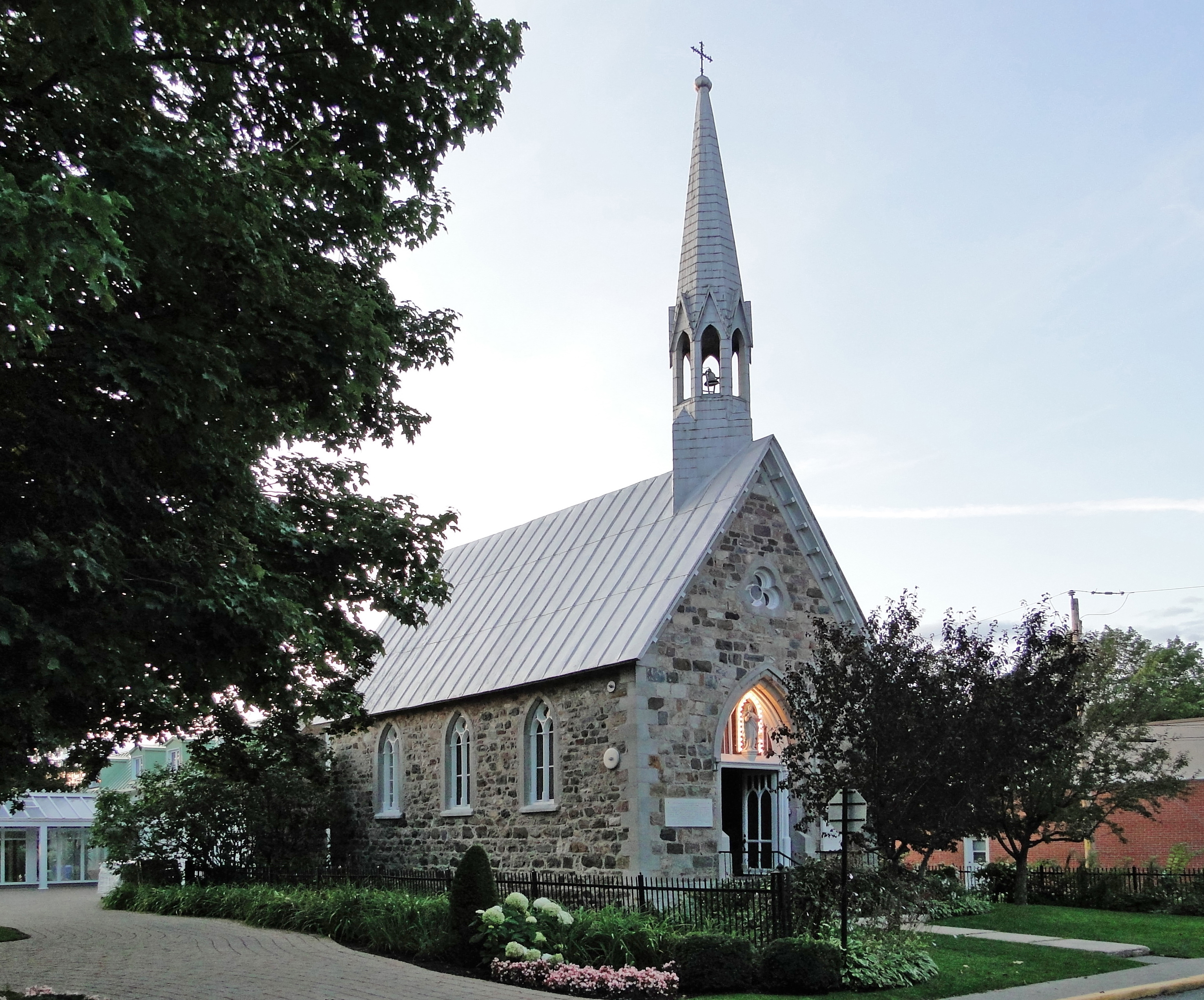
Kapelle Sainte-Anne
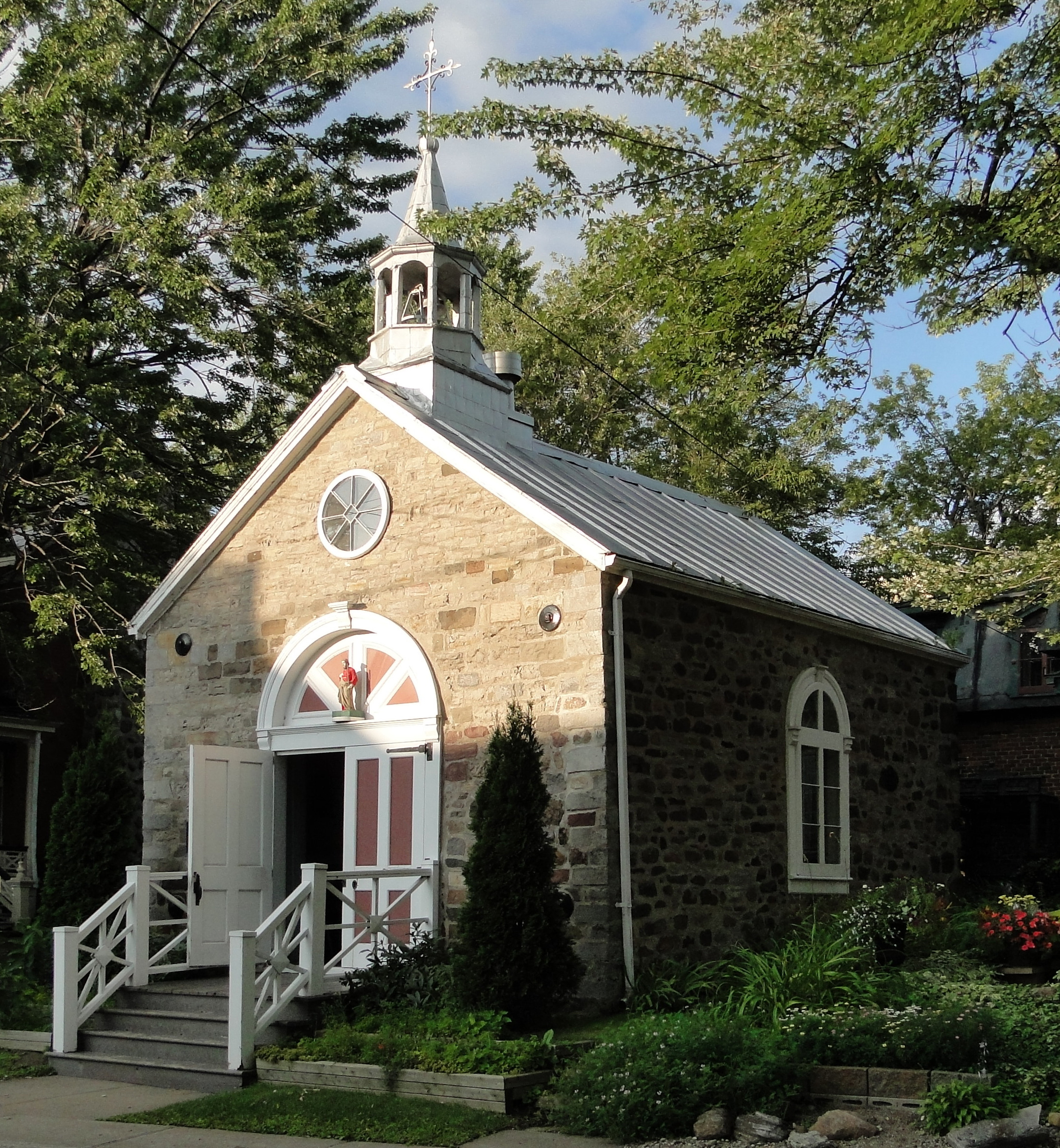
Kapelle Saint-Joachim